# 106-та повітрянодесантна дивізія (РФ)
106-та гвардійська повітряно-десантна Тульська Червоного прапора ордена Кутузова дивізія (106 ПДД, в/ч 55599) — військове з'єднання Повітрянодесантних військ Росії.
Брала участь в бойових діях у Першій та Другій чеченських кампаніях. У 2014 році підрозділи дивізії брали участь у військових операціях в ході збройної агресії РФ проти України.

## Історія
У 1992 році, після розпаду СРСР, 106-та гвардійська повітрянодесантна дивізія Радянської армії увійшла до складу Збройних сил РФ.

### Югославський конфлікт
- 1992 рік березень — введення службовців дивізії в хорватській Сх. Славонії в рамках миротворчого контингенту (554-й окремий піхотний батальйон під командуванням полк. В. Логінова чисельністю 900 ос. за участі 76 ПДД, 36-ї та 37-ї бригад, база — аеродром Кліса) за рішенням РБ ООН для врегулювання сербо-хорватського конфлікту.
- лютий 1994 р. частина сил 554-го батальйону переводиться зі Сх. Славонії в Сараєво і після підсилення перетворюється у 629-й окремий піхотний батальйон ООН підпорядкований сектору «Сараєво» (в січні 1996 р. виведений в РФ)[1].
- 26 жовтня — 1 листопада 1997 р. — виведення 554-го окремого батальйону з Хорватії[1].

### Придністровський конфлікт
7 травня 1992 року — введення 137-го парашутно-десантного полку дивізії під командуванням полковника А. Кобелєва в м. Бендери (Молдова).

### Афганістан
Серпень 1992 р. — 51 парашутно-десантний полк дивізії евакуює з Кабулу персонал посольства РФ в Афганістані та дипломатів інших держав.

### Північна Осетія
31 жовтня — 28 листопада 1992 року на базі дивізії був сформований і відправлений в Північну Осетію зведений полк під командуванням гв. полковника Савілова Є. Ю. задля розведення учасників осетино-інгушського конфлікту по адміністративному кордону Інгушетії та Чечні і по лінії станиця Орджонікідзевська-Сєрноводск.

### Перша чеченська війна
- 27 листопада 1994 р. — квітень 1995 р. участь у І-й Чеченській війні. П'ятеро службовців дивізії за неї удостоєні звання Героя Росії.
- серпень-вересень 1999 р. підрозділи дивізії направлені в Дагестан і Чечню.

### Друга чеченська війна
23 квітня 2000 р. колона 51-го гвардійського парашутно-десантного полку потрапила в засідку біля села Сержень-Юрт, влаштовану угрупуваннями Абу-Джафара і Абу аль Валіда.
283 військовослужбовців в ході конфлікту отримали державні нагороди, а 10 — звання Героя Росії.

### Реформи Сердюкова
В жовтні 2008 року дивізію планувалось розформувати, її частини — перепідпорядкувати іншим дивізіям. Згідно з директивою від січня 2009 р. її формальне розформування мало відбутись до 1 червня 2009 р. а фактичне — до 1 грудня 2009 р. Через це з дивізії пішло багато офіцерів, новобранці до її лав не вступали, а частину її тилів було передано іншим з'єднанням. Однак, це рішення не було втілене через позицію командування ПДВ, яке очолив генерал Володимир Шаманов. Як наслідок, в дивізію з 2009 р. прийшли випускники військових училищ.
В квітні 2011 р. особовий склад дивізії перебрався в пусті корпуси колишнього Тульського артилерійського інженерного інституту.

### Російська збройна агресія проти України
Згідно із звітом британського Королівського об'єднаного інституту оборонних досліджень, 14 липня 2014 року на територію України увійшов підрозділ дивізії — 173-тя окрема гвардійська розвідувальна рота, а з 11 серпня участь в боях брали тактичні групи дивізії зі складу 247-го гвардійського десантно-штурмового полку (7 ДШД) і 137-го гвардійського парашутно-десантного полку.
За інформацією автора сайту Інформнапалм Іраклія Комахідзе (26.01.2015), БТГ 106-ї дивізії на початку наприкінці листопада — на початку грудня 2014 р. була розташована в польовому таборі на території Некліновського району Ростовської області, підсилена танками і артилерією і в січні 2015 р. перебувала на території Донбасу і зазнала певних втрат. 1-ша рота БТГ сформована з контрактників розвідувальних підрозділів дивізії, 2-га — з 137-го полку, а 3-тя — 51-го полку.
За інформацією сайту Інформнапалм, на 22.11.14 р. 106-та дивізія втратила загиблими 4 військовослужбовця: 2 з 137 ПДП, 1 з 51 ПДП, 1 з 173-ї окремої розвідроти.
18 травня 2015 року командувач ГШ ЗСУ Віктор Муженко заявив, що підрозділи 106-ї бригади взяли участь у параді до 9 травня у Донецьку.
Дивізія була задіяна під час російського вторгнення в Україну у 2022 році, взявши участь у наступі на Київ. Після провалу операції наприкінці березня вона була відкликана до Білорусі, а потім переведена в Валуйки для подальшої передислокації на схід України. На початку квітня не менше двох БТГ дивізії були кинуті в бій у районі Ізюму спільно з військами 1-ї танкової армії та 20-ї загальновійськової армії. У наступні місяці вона продовжувала діяти у напрямку Слов'янська.
8 липня 2022 ЗСУ нанесли артилерійський удар з систем HIMARS по командному пункту 106 ПДД у Шахтарську. Внаслідок удару загинуло 28 військовослужбовців дивізії, у тому числі і 3 старших офіцерів:
- полковник Васильєв Андрій В'ячеславович, заступник командира[13]
- полковник Кудрін Максим Петрович, заступник командира з озброєння[14]
- полковник Кузьмінов Сергій Ігоревич, заступник командира з тилу[15]

У другій половині вересня 2022 року дивізія була перекинута під Херсон, де намагалася стримувати просування сил ЗСУ на місто. 9-11 листопада разом з іншими силами ЗС РФ пішла з правобережжя Херсонської області.

## Склад
- 51-й гвардійський парашутно-десантний Червонопрапорний ордена Суворова полк імені Дмитрія Донського (в/ч 33842, м. Тула-42);
- 137-й гвардійський парашутно-десантний Кубанський козачий ордена Червоної Зірки полк (м. Рязань — 7. Октябрьске містечко. в/ч 41450 індекс 390007)
- 1182-й гвардійський артилерійський Новгородський Червонопрапорний орденів Суворова 3-й ступеня, Кутузова 3-го ступеня, Богдана Хмельницького 2-го ступеня і Александра Невського полк (в/ч 93723, м. Наро-Фоминск Московської обл.);
- 173-тя гвардійська окрема розвідувальна рота (в/ч 86800, м. Тула, вул. Фрунзе, 44)[17];
- 388-й окремий гвардійський інженерно-саперний батальйон
- 731-й окремий гвардійський батальйон зв'язку (в/ч 93687, м. Тула, вул. Радянська, 11)][18];
- 970-я окрема рота десантного забезпечення (в/ч 64024, м. Тула-2, Клінський проїзд, аеродром Мяснове);
- 43-й гвардійський окремий ремонтно-відновлювальний батальйон (в/ч 28393, м. Тула, вул. Комінтерна, 75);
- 1060-й окремий батальйон матеріального забезпечення (в/ч 14403, м. Тула-42, п. Слобідка, вул. Фрунзе, 44);
- 39-й окремий медичний загін (аеромобільный)
- 1883-тя станція фельдєгерсько-поштового зв'язку (в/ч 54235);
- 1-й зенітно-ракетний полк (в/ч 71298, м. Наро-Фомінськ Московської обл.)[19]
- полігон (п. Дубровічі Рязанськой обл.)
- 107 гвардійський зенітний ракетно-артилерійський дивізіон.

## Озброєння

### 1990 рік
В кожному полку (51, 137, 331):
- 101 БМД (в 331 ПДП додатково 30 БМД-2),
- 23 БТР-Д;
- 18-2С9 «Нона» (в 51 ПДП 20 од.), 6БТР-РД, 13 БТР-ЗД, 8 БМД-1КШ, 10-1В119 — 1182-й гв арт. п. (Єфремов):
- 18-2С9 «Нона», 8 Д-30;
- 18 БТР-РД, 3 БТР-ЗД, ЗБМД-1КШ, 10-1В119, 6 БТР-Д.

107-й окремий зенітний ракетно-артилерійський дивізіон (Донський):
- 4 БТР-ЗД, 1 БМД-1КШ

110-та окрема військово-транспортна авіаційна ескадрилья (Тула):
- 1 Мі-8 — 39-й окремий інженерно-саперний батальйон (Тула)
- 11 БТР-Д, 1 БМД-1КШ — 731-й окремий батальйон зв'язку (Тула)
- 3 БТР-Д; 10 БМД-1КШ, 4 Р-440одб — 43-й окремий ремонтно-відновлювальний батальйон (Тула)
- 1 БТР-Д

Всього на 1990 106 гв ПДД мала:
- 342 БМД (30 БМД-2, 312 БМД-1);
- 102 БТР-Д;
- 74 САУ 2С9 «Нона»;
- 36 БТР-РД (носії ПТКР);
- 47 БТР-ЗД (носії ПЗРК);
- 8 гармат Д-30.

### 2006
На базі дивізії проводилось випробування нової бойової десантної машини — БМД-4. 24 червня 2006 р. в Рязані вони передані екіпажам 137-го полку, було укомплектовано одну роту.

## Діяльність
В квітні 2011 р. особовий склад дивізії перебрався в пусті корпуси колишнього Тульського артилерійського інженерного інституту (ТАІІ) в центрі міста, що дозволило зосередити на одній території підрозділи, які раніше розміщувались в 4-х військових містечках Тули та області (райцентр Плавськ) — комендантська рота, роти радіаційно-хімічного захисту, десантного забезпечення і батальйон зв'язку. Це покращило соціально-побутові умови проживання і служби військових, їх підготовки, підвищила рівень боєготовності дивізії загалом.

### Навчання
- березень 1997 р. (Тульська обл.) навчання 51 гв. пдп дивізії[1].
- 20 лютого 2000 р. службовці 119 пдп дивізії завершили лижний перехід довжиною 2715 км[1].
- березень 2005 р. участь у спільних навчаннях ПДВ (спільно з 98 ПДД) і ВПС ЗС РФ. Висадка під Рязанню десанту у складі 137 ПДП, розвідки, зв'язку і штабу дивізії[1].

## Традиції
26 січня 1993 року 106-й повітряно-десантній дивізії затверджено нарукавний знак: «Нарукавний знак у формі щита із зображенням кентавра з шоломом, щитом і мечем. Під щитом зображені перехрещені мечі. Над щитом розташована стрічка, що розвивається з написом „106 гв. ВДД“.»
23 листопада 2006 року 106-й повітряно-десантній дивізії затверджено новий нарукавний знак: собор (історичний пам'ятник архітектури, характерний для російських міст), парашут (засіб доставки десантників на поле бою) з крилатою гренадою, що полум"яніє (символ найбільш підготованих військових підрозділів Російської Армії), блакитний колір (символ чистоти і вірності) геральдичного щита, нарукавного знаку і зелений колір (символ розвитку і зростання) канту — кольору прапора Повітряно-десантних військ Росії. Гвардійська стрічка (почесне найменування дивізії) — заслуги 106 гв. дивізії у справі зміцнення обороноздатності держави."
З 13 серпня 2015 року дивізія отримує почесне звання «Тульська».

## Нагороди та досягнення
- Дивізії — Вимпел Міністра оборони РФ від 23 вересня 1999 р. за мужність, військову доблесть, високі показники в бойовій підготовці.
- Вимпел Міністра оборони РФ «За мужність і військову доблесть» мають всі парашутно-десантні полки дивізії.
- Артилерійський полк дивізії має п'ять бойових орденів за мужність, відвагу і стійкість під час Другої світової війни.
- Дивізію відвідали воєнні делегації і спеціалісти, атташе США, Франції, ФРН, Канади, Фінляндії, КНР, Кореї[2].
- лютий 2006 р. указом В. Путіна за ходатайством штабу ПДВ і музею «Куликове поле» 51-му гв пдп дивізії присвоєне почесне найменування «ім. Дмитрія Донського»[1]

## Командування
- (1991—1993) генерал-майор Колмаков Олександр Петрович
- (1993—2004) генерал-майор Савілов Євгений Юрієвич
- (2004—2007) генерал-майор Сердюков Андрій Миколайович
- (2007—2007) генерал-майор Устінов Євгеній Олексійович
- (2007—2010) полковник Вязніков Олександр Юрійович
- (2010) полковник Наумець Олексій Васильович
- (2010—2011) полковник Анашкін Геннадій Володимирович
- (2011—2013) генерал-майор Кочетков Володимир Анатолійович
- (2013 — 2021) генерал-майор Глушенков Дмитро Валерійович
- (2021—2023) — генерал-майор Селіверстов Володимир В'ячеславович

## Відзначені
Звання Герой Російської Федерації:
- Бойков Олександр Васильович, розвідрота.[25] Його ім'я було також зазначене у списках поранених станом на вересень 2014 року, які у 2018 році оприлюднив Інформаційний спротив.[25][26][27]

## Галерея

Емблема зразка 1993р.[21]
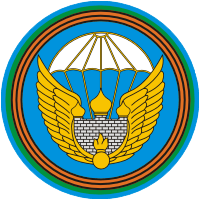
Емблема з 2006р.
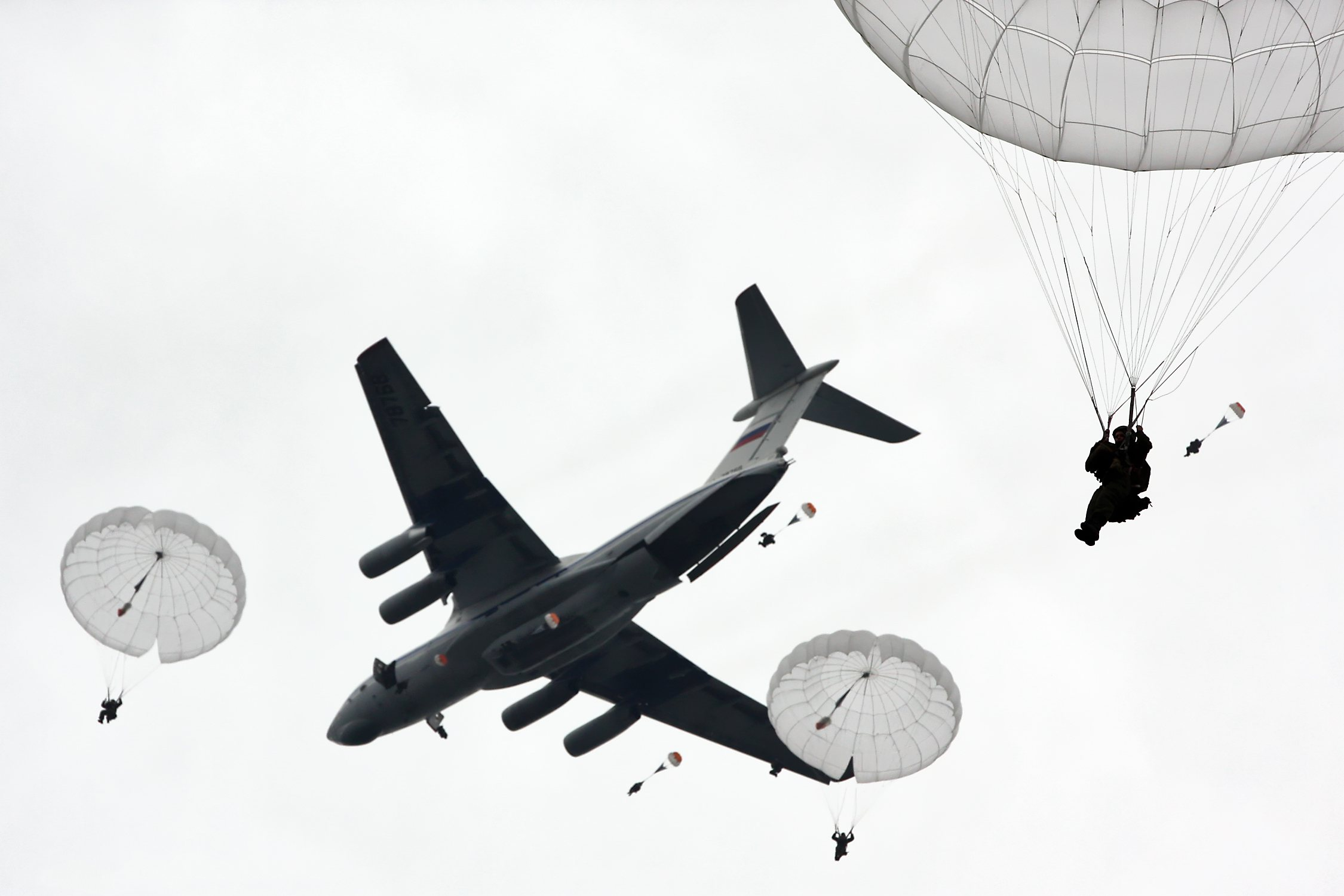
Навчання
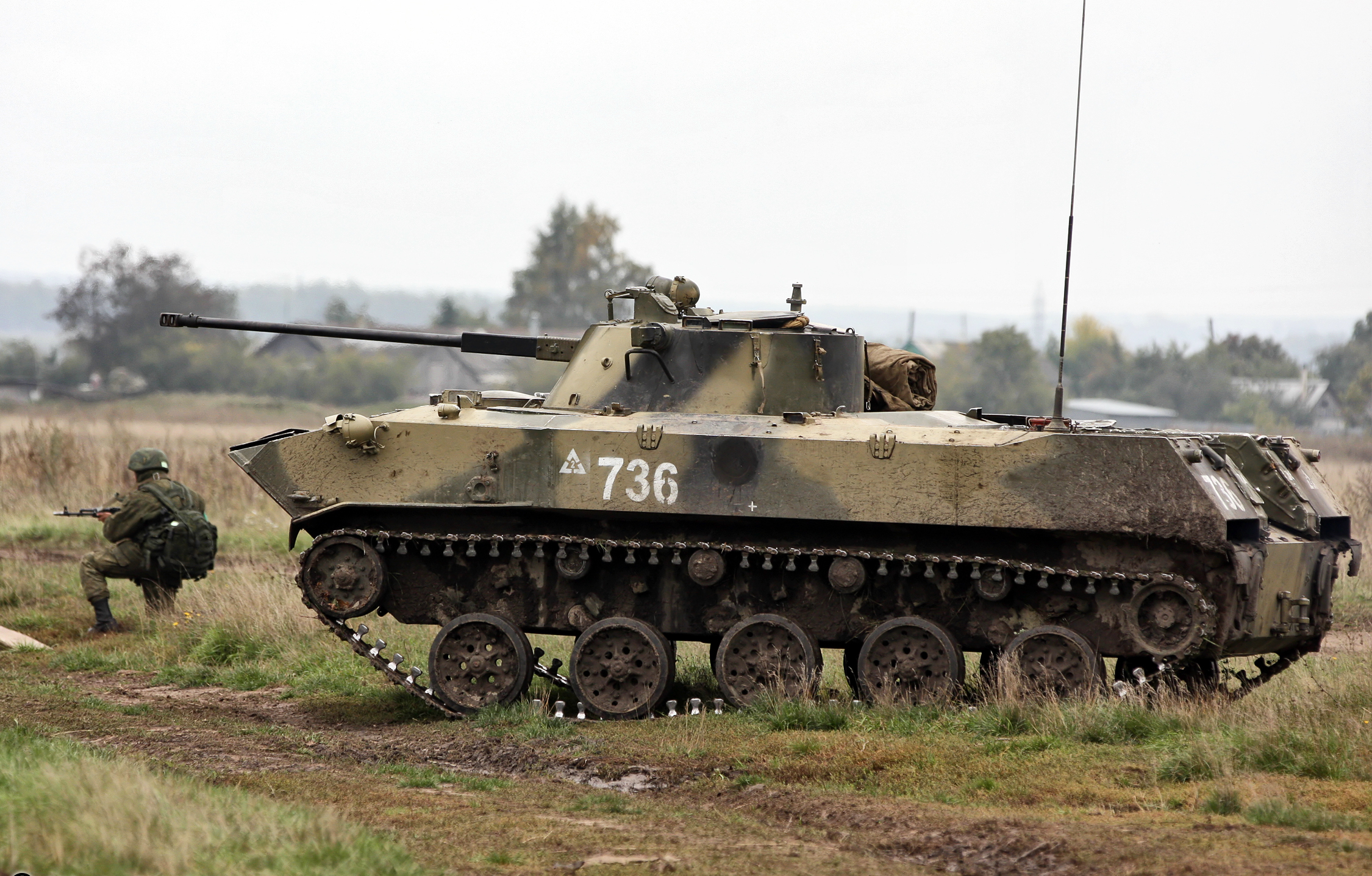
Навчання